# Melissodes grindeliae
Melissodes grindeliae là một loài Hymenoptera trong họ Apidae. Loài này được Cockerell mô tả khoa học năm 1898.